# Adolescentie
Adolescentie is de overgangsperiode in de ontwikkeling tussen de jeugd en volledige volwassenheid, de periode waarin een persoon biologisch, maar niet emotioneel volgroeid is.

## Definitie en etymologie
De leefjaren die beschouwd worden als de adolescentie verschillen per cultuur. Het woordenboek Van Dale omschrijft adolescentie als de 'overgangsperiode tussen puberteit en volwassenheid, waarin de jongere een eigen identiteit moet ontwikkelen'. De Oxford Dictionary noemt als periode het begin van de puberteit tot de volwassenheid.
Het Nederlands Jeugdinstituut definieert adolescentie als de leeftijd tussen 10 en 23 jaar.
De Wereldgezondheidsorganisatie definieert adolescentie als de periode van iemands leven tussen het tiende en negentiende levensjaar.  In het model van identiteitsontwikkeling van Erik Erikson wordt de adolescentie beschouwd als de periode van ongeveer twaalf jaar tot grofweg achttien jaar.
Ontwikkelingspsycholoog Eveline Crone omschrijft adolescentie als 'de overgangsperiode van de kindertijd naar de volwassenheid' en die beslaat de leeftijd van tien tot tweeëntwintig jaar. Hoewel de begrippen puberteit en adolescentie vaak als synoniemen gebruikt worden, is er een duidelijk onderscheid. De puberteit is onderdeel van de adolescentie en beslaat de jaren van seksuele volgroeiing, ongeveer de leeftijd van tien tot veertien jaar.
Het woord 'adolescentie' stamt van het Latijnse adolescentia, dat weer stamt van het werkwoord adolescere, 'naar volwassenheid groeien'. Het Latijnse woord is een samenstelling van ad (naar) en alescere (groeien, opgroeien).

## Indeling in perioden
Rond 1900 publiceerde de psycholoog Stanley Hall onderzoek dat leidde tot de erkenning van de adolescentie als een unieke periode in een mensenleven.
De adolescentie wordt onderscheiden in drie fases: de vroege adolescentie betreft de leeftijd van tien tot vijftien jaar, de middenperiode van vijftien tot achttien jaar en de late adolescentie van negentien tot tweeëntwintig jaar.

### Sociale ontwikkeling
Vier fasen in de ontwikkeling die adolescenten doorlopen, dragen bij aan de volwassenwording. Omdat de aanvang van elke fase en de snelheid waarmee die doorlopen wordt per individu verschilt, liggen de leeftijdsgrenzen voor elke fase niet nauwkeurig vast.
De meeste kinderen zitten van hun achtste tot hun elfde in de eerste en de tweede fase. De eerste fase is het impulsieve stadium. Volgzaamheid, afhankelijkheid en impulsieve gedragingen spelen in dit stadium een rol. Het gaat daarbij niet alleen om toegeven aan agressie en seksuele impulsen, maar ook om empathische impulsen. De adolescent verwacht in dit stadium dat anderen hun eigen verlangens en behoeften meteen inwilligen, maar ook dat ouders en leerkrachten duidelijk maken wat wel en niet mag.
De tweede fase is het stadium van zelfbescherming. De adolescent probeert de eigen impulsen en emoties te beheersen, bijvoorbeeld door angsten te ontkennen. Afhankelijkheidsrelaties worden ingewisseld voor zelfredzaamheid en opportunistische, op eigen voordeel bedachte relaties aangegaan. In deze fase is vaak sprake van hedonistische doelstellingen.
Tussen hun twaalfde en hun veertiende bereiken de meeste kinderen de derde fase het conformistische stadium. In deze fase zijn belangen van anderen ook het eigen belang. Het egocentrisme van de twee eerste stadia maakt plaats voor aangepastheid, gelijkheid, en wederkerigheid. Sociaal wenselijk gedrag gaat gepaard met angst voor kritiek en afwijzing. Relaties zijn wederkerig. De piek in deze fase ligt rond het zestiende levensjaar, waarna het langzaam wegebt.
Vanaf het zestiende jaar begint de vierde en laatste fase zich te ontwikkelen, het zelfbewuste stadium. De kenmerken nemen toe tot rond het eenentwintigste jaar stabilisatie optreedt. Vijfenzeventig procent van de personen tussen de eenentwintig en vijfentwintig bevindt zich in het zelfbewuste stadium. Hierin spelen eigenheid, verdraagzaamheid en persoonlijke relaties een grote rol. De adolescent krijgt meer besef van eigen gevoelens en wensen, ook als die niet stroken met wat sociaal wenselijk is. Oprechtheid is van belang en dat gaat samen met het besef dat dit tot afwijzing kan leiden. Een grotere flexibiliteit en tolerantie kenmerkt deze fase.